# AUX (음악 그룹)
AUX는 2012년 미니 앨범 [외부입력]으로 데뷔한 대한민국의 국악 밴드이다.

## 방송
- JTBC 풍류대장 - 힙한 소리꾼들의 전쟁 (2021) - Top6(3위)
- KBS 열린음악회
- KBS 불후의명곡
- KBS 국악한마당
- TV조선 국가가부른다
- 아리랑TV 클럽닷컴
- MBC 강변가요제 뉴챌린지

## 음반
- Asian Beat 2011 Korea Final (2011)
- 외부입력 (2012)
- Mirage (2018)
- 춘향난봉가 OST (2020)
- 풍류대장 - 힙한 소리꾼들의 전쟁 Episode.2 (2021)
- 풍류대장 - 힙한 소리꾼들의 전쟁 Episode.8 (2021)
- 불후의명곡 - 아티스트 패티김 편 2부 (2022)
- 2023강변가요제 뉴챌린지 (2023)
- AUX : Part1 (2024)
- AUX : Part2 (2024)

## 수상
- JTBC 풍류대장 힙한소리꾼들의 전쟁 Top3 (2021)
- MBC 강변가요제 뉴챌린지 동상 (2023)
- 제2회 창작국악극대상 우수상 (2014)
- 제1회 EBS 케이 스토리 팝 콘테스트 금상 (2013)
- 아시안비트 그랜드파이널 준우승 (2011)
- 아시안비트 코리아파이널 우승 (2011)
- 전주세계소리축제 소리프론티어 2위 (2011)
- 21c 한국음악프로젝트 대상 (2010)